# EU Business School
EU Business School (precedentemente European University) è una scuola di business privata e multicampus con sede principale in Svizzera. I suoi campus si trovano in Svizzera (Ginevra e Montreux), Spagna (Barcellona) e Germania (Monaco di Baviera).

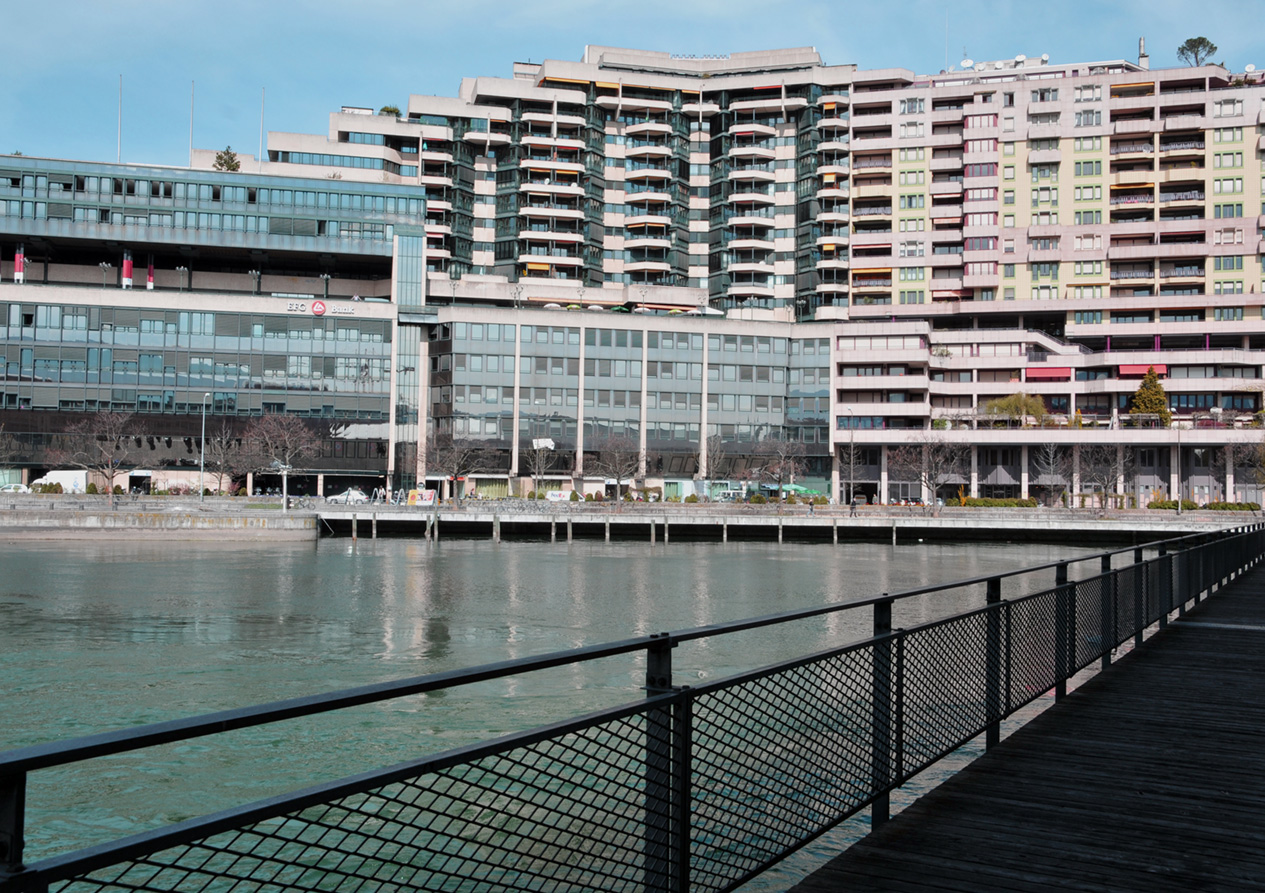
EU Business School Geneva

## Storia
EU Business School è stata fondata nel 1973 ad Anversa da Xavier Nieberding e nel 1982 a Bruxelles da Dean Dominique Jozeau. L'attuale rettore è Dirk Craen, Cattedra UNESCO in International Relations, Business Administration and Entrepreneurship. Entrato come “adjunct faculty member” nel 1977, Craen è divenuto professore e preside di facoltà presso il campus di Montreux nel 1985 e nuovo rettore nel 1998; è stato insignito nel 2012 del titolo di professore onorario dalla Rostov State University of Economics (RSUE) e dell'Ordine della Corona (Belgio) nel 2014. Il signor Craen è inoltre membro dell'Associazione Internazionale dei Rettori.

## Programmi accademici
EU Business School offre programmi didattici di business in lingua inglese. I programmi sono classificati in livelli “undergraduate” e “graduate”, per laurea breve (BBA), master (MBA) e dottorato di ricerca in Business Administration (DBA).

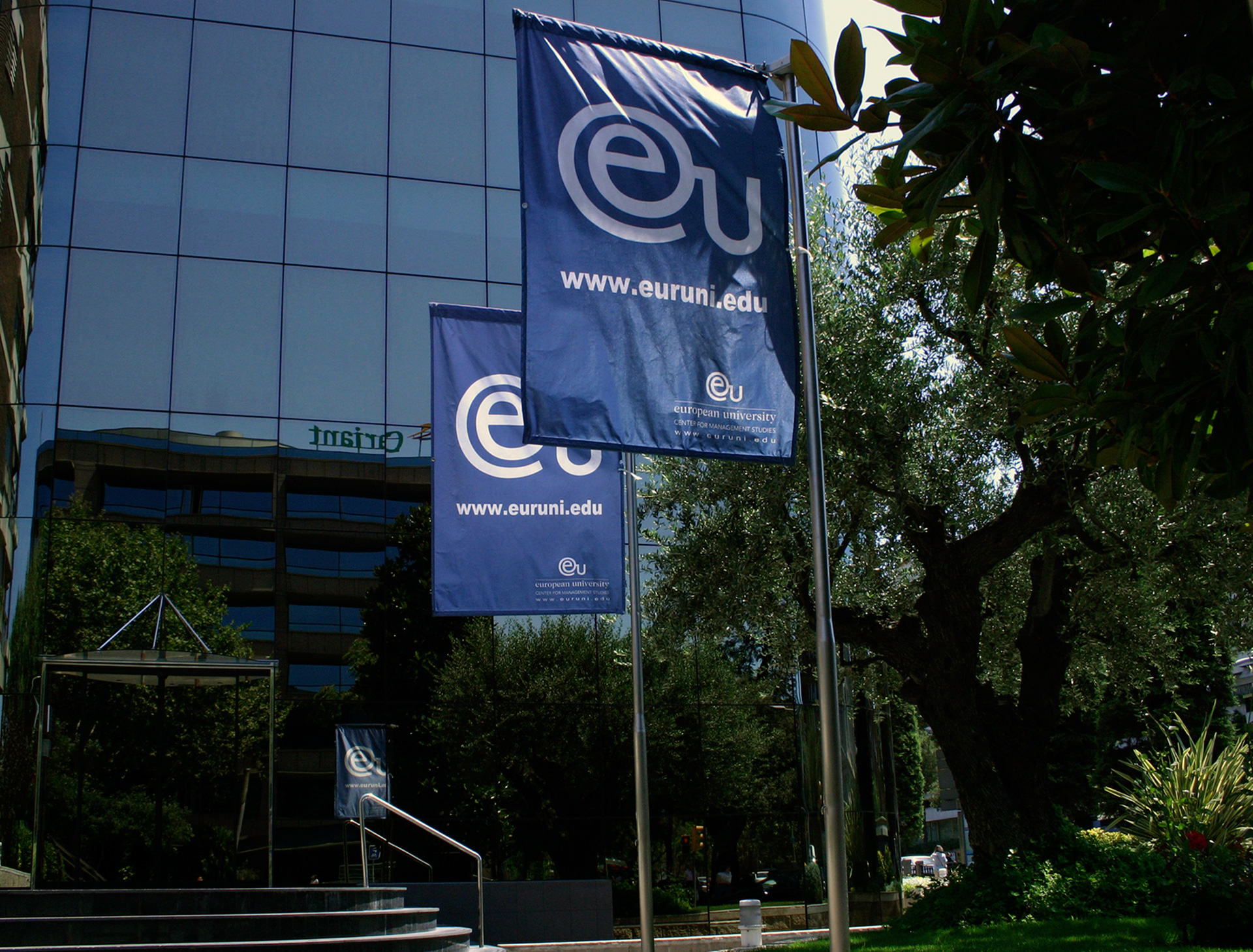
EU Business School Barcelona

I programmi undergraduate e graduate sono proposti in numerose discipline, tra cui comunicazione e pubbliche relazioni, turismo, relazioni internazionali, amministrazione sportiva, business e sostenibilità, business e design, gestione di impresa familiare, finanza aziendale, media digitali, Master of Business Administration (MBA), business internazionale, marketing internazionale, banca e finanza globale, imprenditoria, leadership, E-business, risorse umane e Reputation Management.
Vengono inoltre offerti un Executive BBA (EBBA), un Master Online in business internazionale ed un programma di dottorato in Business Administration.
EU Business School offre programmi di doppia laurea in collaborazione con Nichols College in Massachusetts (USA), College of Charleston in Carolina del Sud (USA), Shinawatra International University di Bangkok (Thailandia) e ha ricevuto certificazione provvisoria dalla Malaysian Qualifications Agency (MQA) per un doppio BBA con Jesselton College in Malesia.
 EU Business School offre programmi didattici di business affiliati nel sud-est asiatico ed in Russia. Essa incoraggia gli studenti a partecipare a scambi tra campus in Spagna, Svizzera, Germania, Regno Unito, Austria, Kazakistan, Siria, Taiwan, Cina, Malesia e Singapore.

## Certificazioni

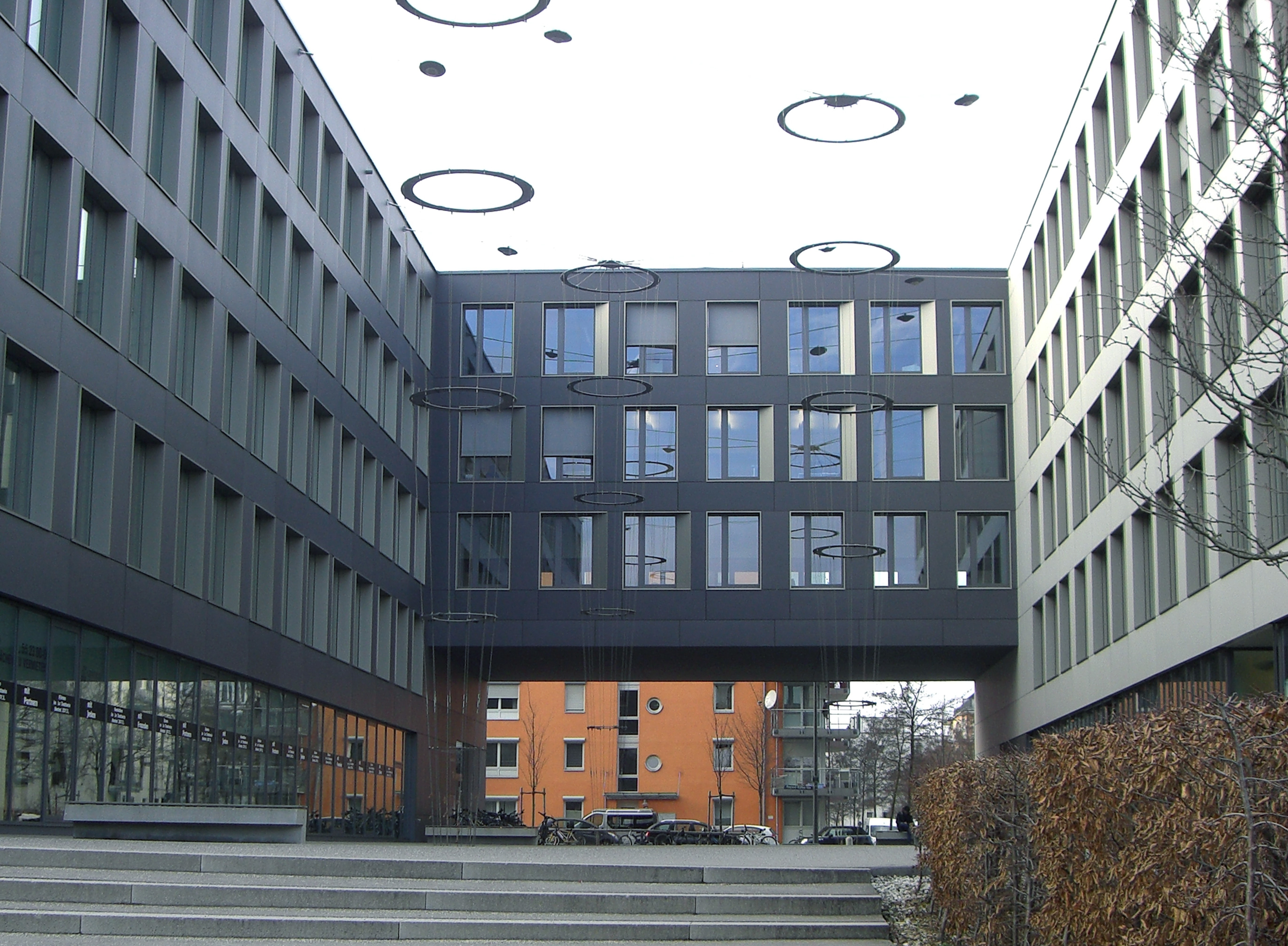
EU Business School Munich

EU Business School offre un Bachelor of Arts in Business Internazionale riconosciuto nel Regno Unito & Germania così come un Master in Business Administration (MBA) e Relazioni Internazionali riconosciuto nel Regno Unito & Germania, entrambi con rating H+ (riconosciuto dallo Stato) su Anabin.
EU Business School offre anche un programma congiunto con le università statali Pace University (New York) e Fisher College (Boston) conferendo agli studenti due distinte lauree.
I campus della EU Business School in Svizzera, Spagna e Germania hanno ricevuto la certificazione internazionale di qualità (IQA, International Quality Accreditation) dal CEEMAN (Central and East European Management Development Association) nel gennaio 2011. rinnovata nel 2015.
I corsi di studi della EU Business School presso i campus in Svizzera sono stati inoltre certificati dall'IACBE (International Assembly for Collegiate Business Education) da marzo 2010.
I corsi di studi di business nei quattro campus sono stati certificati dall'ACBSP (Accreditation Council for Business Schools and Programs) a partire dal 2009.
Tali certificazioni rendono la scuola una delle mete più ambite in Europa dagli studenti, allo scopo di ottenere una formazione di business di qualità e competere con più forza nel mondo del lavoro.

## Affiliazioni
Nel gennaio 2013, EU Business School è diventata uno sponsor della Camera di Commercio, Industria e Servizi di Ginevra.
EU Business School in Svizzera fa parte della Federazione Svizzera delle Scuole Private, della Associazione Ginevrina delle Scuole Private e dell'Associazione Svizzera delle Scuole Private della Regione del Lago di Ginevra.
EU Business School di Barcellona fa parte della Hispanic Association of Colleges & Universities.
EU Business School fa parte dell'EABIS (Academy of Business in Society), dell'European Council for Business Education, e della Fondazione europea per lo sviluppo gestionale (European Foundation for Management Development).

## Campus
EU Business School dispone di campus a Ginevra, Montreux, Monaco di Baviera e Barcellona ed è inoltre partner di numerose istituzioni nel mondo. Tutti i campus seguono un identico programma di studio, con lezioni in inglese.

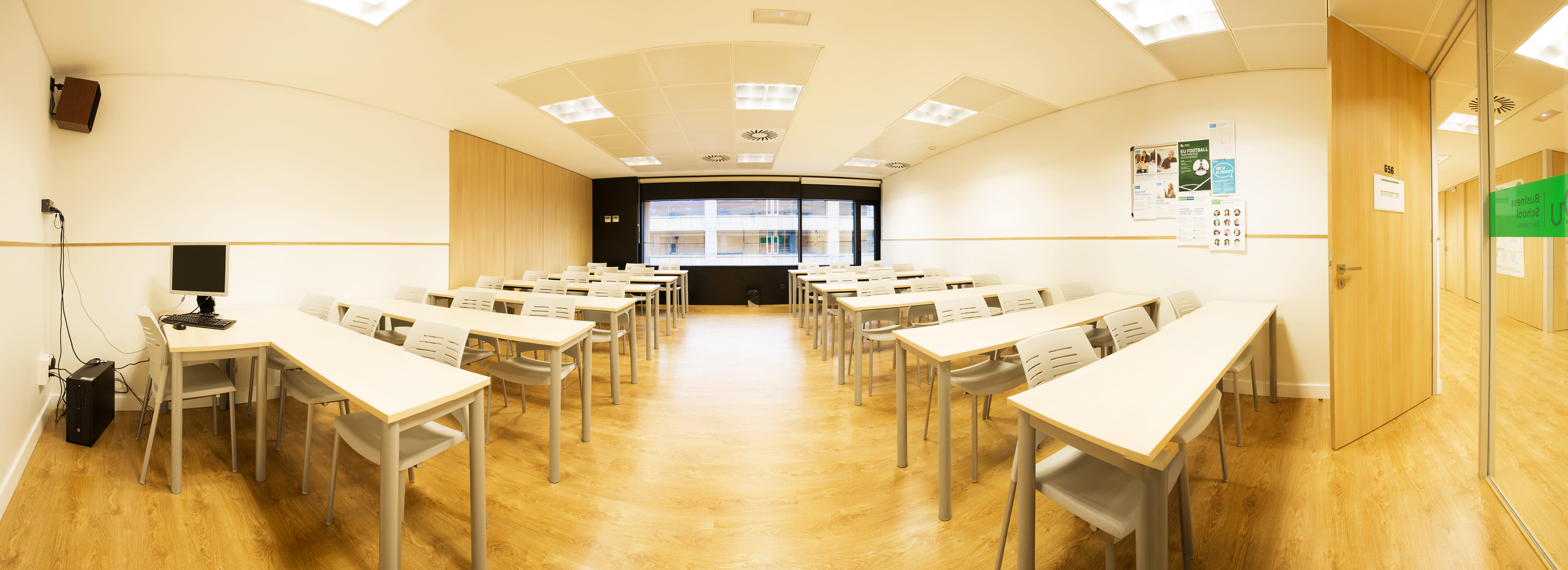
Classroom EU Business School Barcelona

Il campus di Montreux è sito nel centro della città, nota soprattutto per il suo Festival del Jazz, ed è dotato di Wi-Fi e sala computer.
Il campus di Monaco è sito nei pressi del centro della città del capoluogo bavarese.. Per gli studenti sono disponibili Wi-Fi e sale computer, con accesso su richiesta a ProQuest.

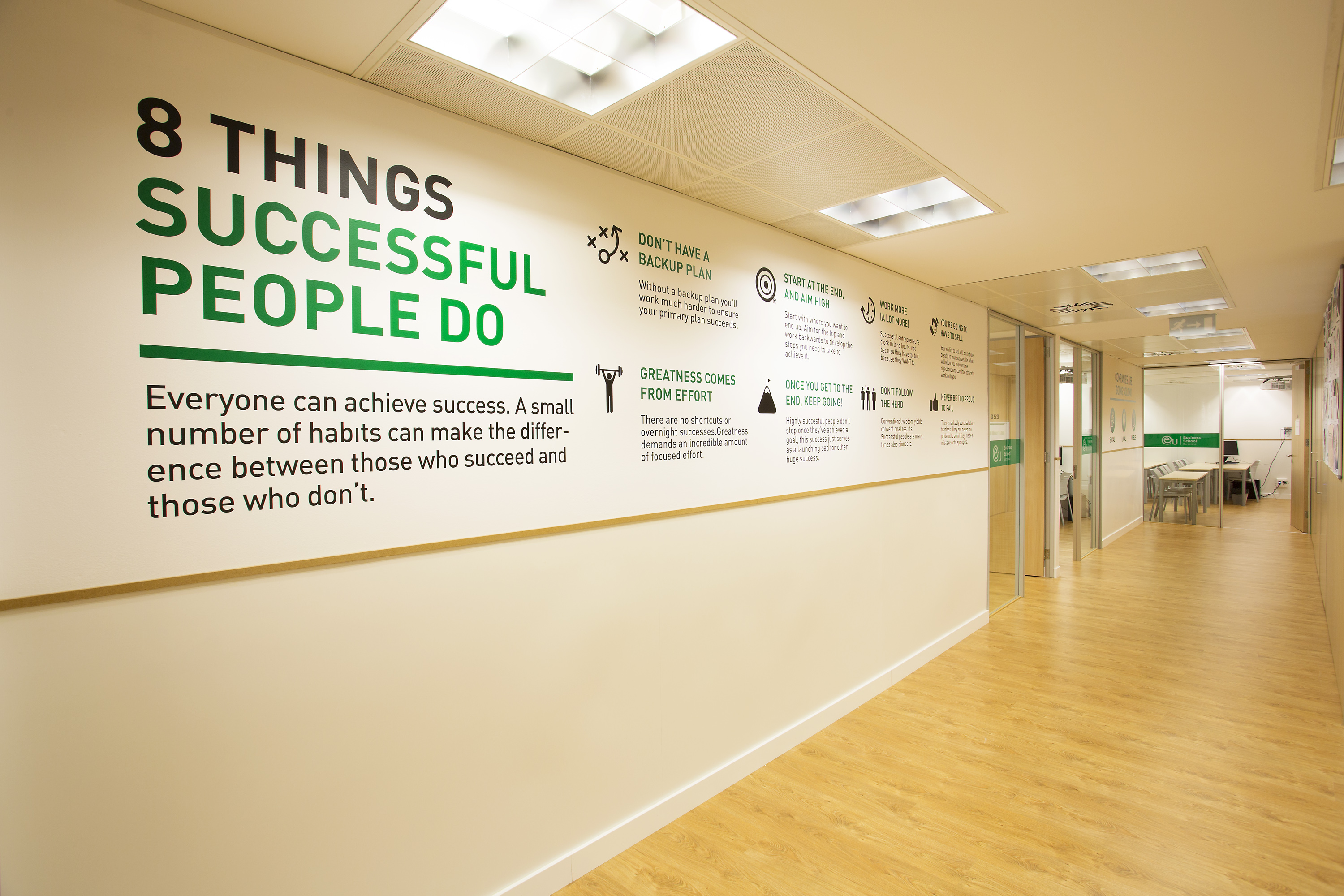
Corridor EU Business School Barcelona

Il campus di Barcellona è sito in località La Bonanova. Tutte le aule sono attrezzate con lavagne interattive, accesso Wi-Fi, sale computer e biblioteca elettronica ProQuest.

## Sostenibilità
EU Business School di Montreux è firmataria dei PRME (Principles for Responsible Management Education), iniziativa sostenuta dalla Nazioni Unite al fine di favorire educazione, ricerca e leadership di pensiero in termini di gestione responsabile.
È inoltre membro istituzionale del “Consejo latinoamericano de Escuelas de Administración”. Offre inoltre un programma di certificazione in Responsabilità sociale d'impresa con l'Organizzazione Internazionale del Lavoro.
La Green Cross International ha ricevuto il premio per la sostenibilità nel 2014 da EU Business School.
Nel 2012, EU Business School ha lanciato un Bachelor of Arts in gestione della sostenibilità.

## Iniziative di marketing
La EU Business School è il partner didattico del progetto “Crucero Business Networking” (CBN). Il CBN interrelaziona educazione, intrattenimento e relazioni professionali.
Nel 2013, EU Business School ha assegnato il premio per la responsabilità sociale d'impresa alla fondazione spagnola Make-A-Wish, e nel 2012 alla Fondazione FC Barcelona.
Nel dicembre 2013, EU Business School ha partecipato ad un evento di accoglienza studenti organizzato in collaborazione con l'amministrazione pubblica del distretto di Sarrià-Sant Gervasi.
Nel luglio 2014, EU Business School ha organizzato un evento TEDxBarcelona denominato “New World”, con 8 relatori esterni che hanno parlato della propria visione del futuro della società, dell'architettura, della medicina e della tecnologia.
Marc Guerrero, professore di questioni economiche interculturali presso EU Business School, membro della Convergència Democràtica de Catalunya e vicepresidente dell'Alleanza dei Democratici e dei Liberali per l'Europa, ha pubblicato nel dicembre 2013 un libro dal titolo Rebooting Europe, saggio ottimistico sul futuro dell'Europa, in cui si discute come l'Europa sia divenuta una società lacerata tra i valori del passato e le incertezze del futuro.
EU Business School fa parte dei "Partner Atipici" del Montreux Jazz Festival.
Nel mese di gennaio 2015, l'EU Business School ha ospitato il Swiss Economic Forum Kick-Off Romandie Event a Yvorne.